# وليم زغبي
وَلِيمَ زَغَبَي  ولد في تاريخ 28 تشرين الأول عام 1955، هو طبيب قلب أمريكي لبناني،  وهو أيضًا أستاذ الطب في كلية وايل كورنيل الطبية ومعهد هيوستن ميثوديست للطب الأكاديمي في هيوستن بولاية تكساس.  لزغبي منصب مميز "Elkins Family Distinguished Chair" في معالجة صحة القلب في مركز هيوستن ميثوديست ديباكي للقلب والأوعية الدموية، وهو رئيس قسم أمراض القلب في مستشفى هيوستن ميثوديست، ومختص الكلية الأمريكية لأمراض القلب التي عمل كرئيس لها في عام 2012.

## النشأة والتعليم
ولد وليام زغبي في بيروت في لبنان لعائلة لبنانية مسيحية. التحق بكلية الحكمة، وهي مدرسة فرنسية دولية في بيروت، حيث طور فيها حبًا للرياضيات والفيزياء جعله يميل للهندسة، لكن لقاء له مع طالب طب أثار اهتمامه بتخصص الطب. تخرج زغبي من الجامعة الأمريكية في بيروت  في عام 1975 بدرجة امتياز في علم الأحياء والكيمياء، والتقى بزوجته هدى في كلية الطب في الجامعة الأميركية في بيروت حيث كانا كلاهما في بداية تعليمهما الطبي.
بحلول نهاية عامهما الدراسي الأول، اندلعت الحرب الأهلية اللبنانية. أرسل والدي هدى ابنتهم لزيارة الأقارب في الولايات المتحدة بحثًا عن الأمان هناك، بينما عاد وليام إلى منزل عائلته في مدينة غزير الصغيرة شمال بيروت في مأمن من الحرب. تدهور الوضع السياسي وأغلقت الحدود، وعلقت هدى في الولايات المتحدة حيث تم قبولها في كلية ميهاري الطبية في ناشفيل في تينيسي. أنهى وليام سنته الثانية من كلية الطب في الجامعة الأميركية في بيروت وسط القصف، وانتقل إلى ميهاري في العام التالي.
بعد دراسته للطب، حصل زغبي على تدريب داخلي في الطب الباطني في الفرع الطبي بجامعة تكساس في جالفيستون في ولاية تكساس. وتلى ذلك حصوله أيضًا على زمالة الإقامة وأمراض القلب في كلية بايلور للطب في هيوستن. وحصل على تدريب متقدم في تخطيط صدى القلب تحت إشراف الدكتور ميغيل كوينونيس.

## الحياة المهنية
التحق وليام زغبي بكلية قسم أمراض القلب في قسم الطب الباطني في كلية بايلور للطب في عام 1985. وهو حاصل على شهادة البورد في الطب الباطني وأمراض القلب والأوعية الدموية وتخطيط صدى القلب.
في عام 1989، أصبح مديرًا مساعدًا لمختبر تخطيط صدى القلب في مستشفى هيوستن ميثوديست وشغل منصب مديرها في الفترة من الأعوام 2002 إلى 2010. في عام 1994 تم تعيينه نائبا للمدير الطبي لقسم الطب الباطني.وفي عام 2004، حصل على منصب John S. Dunn Sr. Endowed في تخطيط صدى القلب، وعمل كرئيس بالنيابة لأمراض القلب في بايلور.
في عام 2004 وبعد الانقسام الإداري بين كلية بايلور للطب ومستشفى ميثوديست، شكل مستشفى ميثوديست انتسابًا أكاديميًا لكلية طب ويل كورنيل ومستشفى نيويورك-بريسبيتيريان لتعزيز التقدم الأكاديمي والتدريب السريري. في عام 2005، انضم زغبي إلى هيوستن ميثوديست وأسس معهد تصوير القلب والأوعية الدموية. كما تلقى منصب وليام وينترز في تصوير القلب والأوعية الدموية في مركز هيوستن ميثوديست ديباكي للقلب والأوعية الدموية.  في عام 2014، شغل زغبي منصب Elkins Family Distinguished Chair المتميز في صحة القلب في مركز هيوستن ميثوديست ديباكي للقلب والأوعية الدموية، وتم تعيينه رئيسًا لأمراض القلب في هيوستن ميثوديست في عام 2016.
شارك زغبي في الكلية الأمريكية لأمراض القلب ورابطة القلب الأمريكية والجمعية الأمريكية لتخطيط صدى القلب منذ عام 1985. وشغل منصب رئيس الجمعية الأمريكية لتخطيط صدى القلب في العام 2008-2009، ورئيس الكلية الأمريكية لأمراض القلب في 2012-2013، وشغل منصب في مجلس أمناء لجنة التنسيق الإدارية فيها بين الأعوام 2001-2015.
خلال رئاسته للكلية الأمريكية لأمراض القلب، قاد زغبي مبادرات لتعزيز الرعاية التي تركز على المريض. وكان أحد مساعيه الرئيسية قيادة عملية إعادة إطلاق CardioSmart.org كمصدرللمرضى وأخصائيي الرعاية الصحية والعامة. مثل زغبي الكلية الأمريكية لأمراض القلب ومجتمع أمراض القلب والأوعية الدموية في اجتماعات الأمم المتحدة ومنظمة الصحة العالمية، ودعا إلى خفض معدل الوفيات المبكرة بنسبة 25 ٪ من الأمراض غير المعدية بحلول عام 2025.
عمل زغبي في مجلس الاتحاد العالمي للقلب في الفترة من 2014 إلى 2015، وشارك في رئاسة فرقة العمل العالمية لأمراض القلب والأوعية الدموية في الاتحاد العالمي للقلب.
عمل زغبي كمحرر مشارك لمجلة Circulation. وهو يشغل حاليًا منصب رئيس تحرير قسم الصحة العالمية في مجلة الكلية الأمريكية لأمراض القلب ونائب رئيس تحرير مجلة الكلية الأمريكية لأمراض القلب - تصوير القلب والأوعية الدموية. وهو عضو في هيئة تحرير مجلة Global Heart.

## الجوائز
حصل زغبي على جائزة ريتشارد بوب للتميز في التدريس من الجمعية الأمريكية لتخطيط صدى القلب في العام 2004.

## الحياة الشخصية
زغبي متزوج من أخصائية علم الأعصاب هدى زغبي، وأنجبا طفلان. في عام 2012، حمل ويليام شعلة دورة الألعاب الأولمبية في لندن عام 2012 عبر بيسسترفي إنجلترا.